# Sandra Cioffi
Sandra Cioffi (Zogno, 6 agosto 1944) è una politica e dirigente d'azienda italiana.

## Biografia

### Politica
Dal 1990 al 1993 è stata Responsabile dell'Osservatorio della Regione Campania.
Eletta deputata alle elezioni politiche del 2006 della XV legislatura della Repubblica Italiana nella circoscrizione V Lombardia per L'Ulivo, ricoprì ruoli di prim'ordine quali capogruppo della Commissione Affari Esteri, Segretario Comitato Italiani all’estero Camera dei Deputati, e Segretario Comitato Diritti Umani Camera dei Deputati.

### Come dirigente
In qualità di dirigente d'azienda, è stata consulente di Air France ed Ente Capri Mare Moda.

### Nel campo del sociale
Dall'inizio degli anni 2000 è membro del Telefono Azzurro, del quale dal 2010 ricopre la carica di vicepresidente.